# دون رودولف
دون رودولف (بالإنجليزية: Don Rudolph)‏ هو لاعب كرة قاعدة أمريكي، ولد في 16 أغسطس 1931 في بالتيمور في الولايات المتحدة، وتوفي في 12 سبتمبر 1968 في غرناطة هيلز ‏ في الولايات المتحدة بسبب حادث مرور.

## وصلات خارجية
- دون رودولف على موقعبيزبول رفرنس.كوم (الدوري الرئيسي) (الإنجليزية)